# Dahua
Der Autonome Kreis Dahua der Yao (chinesisch 大化瑶族自治县, Pinyin Dàhuà Yáozú Zìzhìxiàn; Zhuang Dava Yauzcuz Swciyen) ist ein autonomer Kreis der Yao im Autonomen Gebiet Guangxi der Zhuang-Nationalität in der Volksrepublik China. Er gehört zum Verwaltungsgebiet der bezirksfreien Stadt Hechi. Der Kreis hat eine Fläche von 2.762 Quadratkilometern und zählt 379.300 Einwohner (Stand: 2018). Sein Hauptort ist die Großgemeinde Dahua (大化镇).

## Administrative Gliederung
Auf Gemeindeebene setzt er sich aus drei Großgemeinden und dreizehn Gemeinden zusammen. 